# Ariane Rüdiger
Ariane Rüdiger (* 11. April 1958 in Celle) ist eine deutsche Schriftstellerin, die in München lebt.

## Leben
Ariane Rüdiger begann nach ihrem Abitur in Kassel ein Jurastudium in Göttingen, das sie aber abbrach. Stattdessen absolvierte sie eine Ausbildung zur Dolmetscherin und Fremdsprachenkorrespondentin in Kassel und an der Deutschen Journalistenschule in München. Seit 1985 ist sie als Fachjournalistin für IT, Erneuerbare Energien und Nachhaltiges Wirtschaften tätig.  Sie ist heute die führende deutschsprachige Autorin für Artikel zum Thema Green IT und publiziert dazu regelmäßig Artikel in bekannten Fachzeitschriften.

## Publikationen
Parallel dazu begann sie ab 1981 mit dem Schreiben von Belletristik, zuerst im Kasseler Literaturzirkel, woran sich aber eine längere Pause anschloss. Ihr erster Roman, die Beziehungskomödie Frosch, Aszendent Tausendfüßler, erschien 1998. 2002 erschien bei Books on Demand der Roman Annas Farben – Eine Familiengeschichte aus dem Klonzeitalter. 2002 folgte der dritte Roman Frau sucht Frau, nur für das eine! und 2006 ihr Buch Aktion Eisprung. 
Seit 2010 beschäftigt sich die Autorin im Rahmen des  Forum Queeres Archiv München intensiv mit LGBTIQ*-Geschichte. Es entstanden mehrere Veröffentlichungen: Im Querverlag erschien das Interviewbuch Es gibt noch viel zu tun (36 Interviews mit zeitgenössischen LGBTIQ-Aktivisten aus Deutschland). Für das Forum erarbeitete die Autorin zwei Publikationen zur lesbischen Geschichte Münchens (Splitter 12 und Splitter 15). Außerdem realisierte die Autorin ein von Institutionen der Landeshauptstadt München gefördertes Denkmal („Wegmarke“) am Treibhaus – Haus für Frauenprojekte.